# 두근두근 솔러 쿠루마니용
두근두근 솔러 쿠루마니용(일본어: トキメキソーラーくるまによん)은 후지코 F. 후지오의 만화 《도라에몽》의 영화이다. 상영시간은 총 10분이다.

## 개요
《도라에몽 노비타와 구름의 왕국》의 동시상영작으로 제작된 작품. 음악에 맞춰 자동차의 역사를 소개하는 애니메이션 부분과 태양열 자동차 〈소라에몽호〉를 촬영한 실사 부분으로 나뉘어 있으며 뮤지컬 형식의 작품으로 되어 있다. 애니메이션 부분에는 《오바케의 Q 타로》나 《파만》 등 다른 애니메이션의 캐릭터도 등장했다.
또한 비디오 · DVD와 같은 비디오 소프트류에는 본작이 수록되지 않았으며 영화 도라에몽 시리즈의 과거 작품 상영회 등에서도 본작이 상영될 기회는 거의 없었기 때문에 환상의 작품화되었다.
배급 수입, 관객동원수, 배급에 대해서는 ja:ドラえもん のび太と雲の王国 문서를 참고한다.

## 스태프
- 원작 - 후지코 F. 후지오
- 감독 - 야스미 데쓰오
- 작화 - 다케우치 가즈요시
- 음악 - 하라 유코
- 제작 협력 - 후지코프로, ASATSU
- 제작 - 신에이 동화, 쇼가쿠칸, TV 아사히

## 주제가
- 《별의 하모니》 (작사 · 작곡 - 하라 유코 / 편곡 - 고바야시 다케시 / 노래 - 하라 유코)
- 《도쿄 러브콜》 (작사 · 작곡 - 구와다 게이스케 / 편곡 - 구와다 게이스케 · 고바야시 다케시 / 노래 - 하라 유코)

## 같이 보기
- 도라에몽
- 도라에몽의 영화 작품
- 후지코 F. 후지오